# Boy Edgar

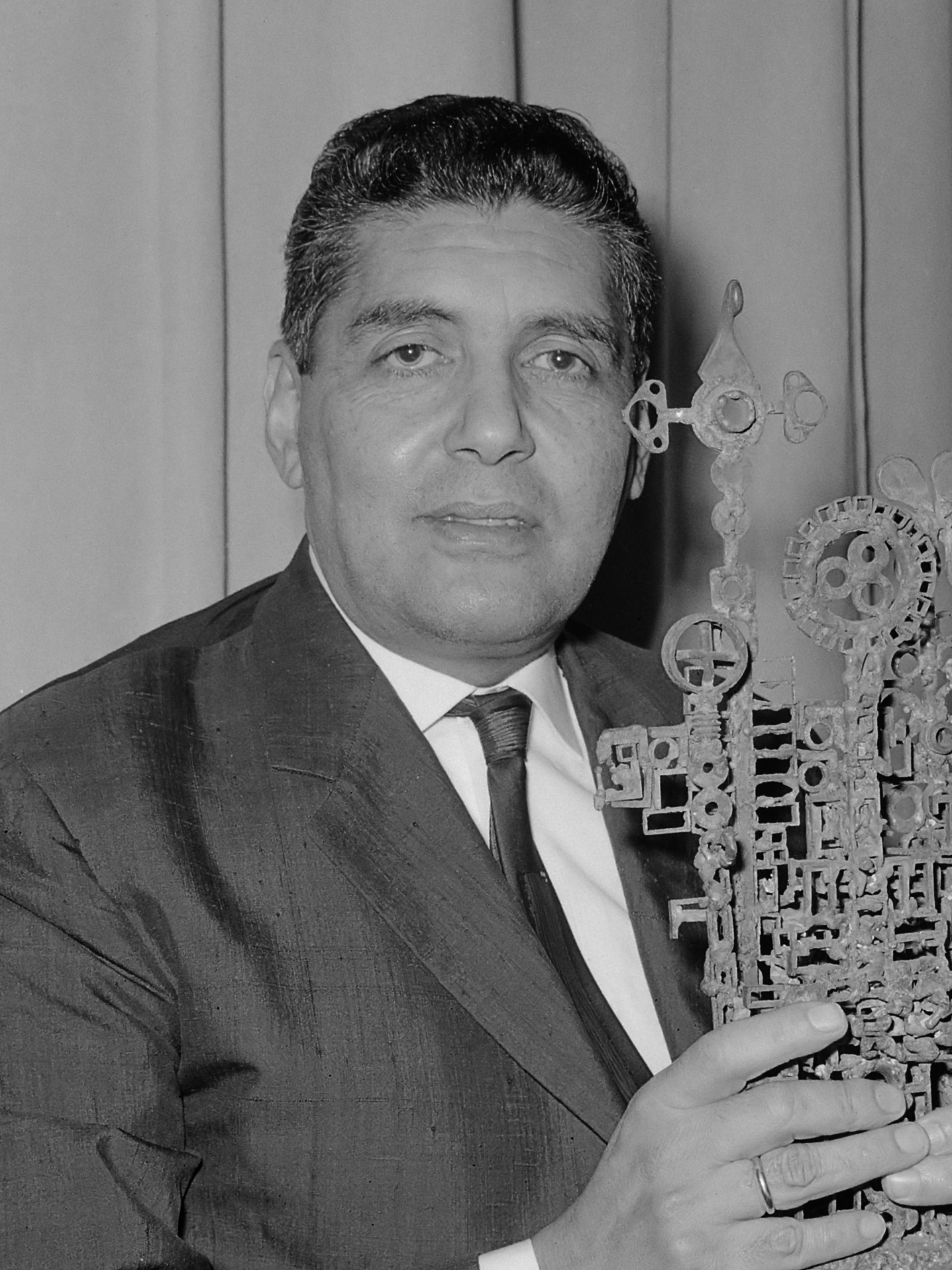
Boy Edgar (1964)

Boy Edgar, eigentlich George Willem Fred Edgar (* 31. März 1915 in Amsterdam; † 8. April 1980 in Amsterdam) war ein niederländischer Jazz-Trompeter, Jazz-Pianist, Bandleader und Arzt.

## Leben und Werk
Edgar wuchs als Sohn von George Edgar, eines Kolonialwarenhändlers für indonesische Produkte, der armenischer Herkunft war, und von Georgine Reisner in Amsterdam auf. Mehrmals besuchte er in seiner Jugend Indonesien. Während seiner Schulzeit hatte er erste Kontakte mit Jazzmusik (besonders beeindruckt war er von „Mood Indigo“ von Duke Ellington) und brachte sich selbst Trompete und Klavierspiel bei. 1932 begann er Medizin an der Universität Amsterdam zu studieren, was er durch Auftritte als Jazzmusiker finanzierte (der Wohlstand seiner Familie – der Vater starb 1935 – nahm während der Weltwirtschaftskrise stark ab). 1936 gewann er in Brüssel einen Preis für Amateurmusiker und trat 1937 in Den Haag der Band „The Moochers“ bei, die er von 1939 an leitete, bis die deutschen Besatzer Hollands Jazzmusik verboten. Edgar machte während des Zweiten Weltkriegs sein Examen als Arzt und komponierte nebenbei für Orchester, musste aber dann untertauchen. Nach dem Krieg war er kurzzeitig im Gefängnis, da er sich weigerte, während seines Wehrdienstes in Indonesien stationiert zu werden, wo zu dieser Zeit versucht wurde, einen antikolonialen Aufstand gegen die niederländischen Besatzer niederzuwerfen. Er begann in den 1940er Jahren in der Schweiz, Österreich und Italien als Pianist aufzutreten.
Hauptberuflich war er seit 1950 als wissenschaftlicher Mitarbeiter an der Universität Amsterdam, wo er 1955 über Multiple Sklerose (cum laude) promovierte, an der seine Frau Mimosa Frenk litt, die er 1942 geheiratet hatte. Um seine Frau zu pflegen und weil er sich auf seine wissenschaftliche Karriere konzentrierte, stoppte er seine Musikerkarriere. Nach dem Tod seiner Frau 1958 trat er erstmals 1960 wieder auf. Im selben Jahr heiratete er Ida Lengtat, mit der er zwei Kinder hatte. Der Erfolg seiner Bigband war so groß, dass sie regelmäßig im Radio (VARA) übertragen wurden. Es gehört zu Boy Edgar’s Verdiensten, dass er Musiker unterschiedlicher Stil- und Interessengruppen in seiner Band zusammenführte. Theo Loevendie spielte in der Boy-Edgar-Big-Band, und Willem van Manen begann dort seine musikalische Laufbahn. Edgar war auch der erste Jazzmusiker, der für einige Konzerte im Rahmen des Holland Festivals von offizieller Seite eine finanzielle Unterstützung bekam, wodurch die Jazzmusik in den Niederlanden zum ersten Mal als Kunstform anerkannt wurde.
Daneben war Edgar Leiter des neuropathologischen Instituts „Meer en Bosch“ in Heemstede. Edgar brachte mehrere Platten heraus, gewann einen „Edison Prijs“ und 1964 den „Wessel Ilcken Prijs“ für Jazzmusiker, der erst im Vorjahr eingerichtet worden war. 1966 bis 1969 war er als Gastprofessor in den USA. Die Bigband wurde ab 1966 von Theo Loevendie geleitet, löste sich aber 1968 auf. Danach war er Hausarzt in Bijlmermeer in Amsterdam. Nach dem Ende seiner Bigband leitete er ab 1968 die Gruppe „Boy Edgars Sound“ überwiegend mit Saxophonisten aus der ehemaligen Bigband. 1971 gab er seine Bigband Pläne endgültig auf. Auf der Platte „Music Was His Mistress“ gedachte er 1977 Duke Ellington. 1979 gab er seine Arztpraxis auf und starb kurze Zeit später. Der „Wessel Ilcken Preis“ wurde nach seinem Tod ihm zu Ehren in „Boy-Edgar-Preis“ umbenannt.